# Naoko Watanabe
Naoko Watanabe (渡辺 菜生子 Watanabe Naoko) es una seiyū japonesa nacida el 21 de noviembre de 1959 en Suginami, Tokio. Es reconocida, entre otros roles, por interpretar a Chichi y a Puar en Dragon Ball. Está afiliada a Aoni Production.

## Roles interpretados

### Series de Anime
- Chibi Maruko-chan como Tamae "Tama-chan" Honami
- City Hunter como Yuuko Kataoka
- Dragon Ball como Mint, Pudding, Puar y Suno
- Dragon Ball GT como Chichi y Puar
- Dragon Ball Kai como Chichi y Puar
- Dragon Ball Z como Chichi, Puar y Suno
- Gokū no Kōtsū Anzen como Puar y Suno
- Himitsu no Akko-chan 2 como Shippona
- Jungle wa itsumo Hare nochi Guu como Guu
- Kiteretsu como Mamekoro
- Kyūketsuhime como Miyu
- La pequeña Memole como Memole/Memoru
- La princesa Sara como Lotty
- Marmalade Boy como Chris
- Pollyanna como Jamie y la madre de Pollyanna
- Remy, la niña sin hogar como Catlin
- Ruy, el pequeño Cid como Louis y Ruy
- Saint Seiya como Miho
- Sally, la bruja (1989) como Rumi
- Sonrisas y lágrimas como Agathe
- Tatakae!! Ramenman como Menma y Paigumen
- Touch como Miho Kashiwaba
- Weiß Kreuz como Mie Yamada
- Zetsubō e no hankō!! como Chichi y Puar

### OVAs
- Dragon Ball Z Gaiden: Saiyajin Zetsumetsu Keikaku (ambas) como Chichi
- Dream 9 Toriko & One Piece & Dragon Ball Z Chō Collaboration Special!! como Chichi
- Gall Force (todas) como Catty
- Jungle wa itsumo Hare nochi Guu Deluxe como Guu
- Jungle wa itsumo Hare nochi Guu Final como Guu
- Kamen Rider SD como Michelle
- Kyūketsuhime como Miyu
- La pequeña Memole como Memole/Memoru
- Leda - The Fantastic Adventure Of Yohko como Omuka
- Ossu! Kaette kita Son Gokū to nakamatachi!! como Chichi y Puar
- Rhea Gall Force como la Narradora
- Shonan Bakusozoku como Nagisa Nonomura
- Super Deformed Double Feature como Catty
- Transformers: Z como Akira

### Películas
- Dragon Ball Super: Broly como Gine
- Chikyū marugoto chōkessen como Puar
- Chō saiyajin da Son Gokū como Chichi
- Dragon Ball Z: La batalla de los dioses como Chichi y Puar
- Fukkatsu no fusion!! Gokū to Vegeta como Chichi
- Ginga Giri-Giri!! Butchigiri no sugoi yatsu como Chichi y Puar
- Himitsu no Akko-chan Umi da! Obake da!! Natsu Matsuri como Shippona
- Kyokugen Battle!! San Dai Super Saiyajin como Chichi
- La pequeña Memole como Memole/Memoru
- Majinjō no Nemuri Hime como Puar
- Makafushigi Daibōken como Puar
- Moetsukiro!! Nessen - Ressen - Chōgekisen como Chichi
- Saikyō e no michi como Puar
- Saint Seiya Gekijōban como Miho
- Shenron no Densetsu como Puar
- Tobikkiri no saikyō tai saikyō como Chichi

### CD Drama
- Kyūketsuhime Miyu Seiyou Shinma-hen como Miyu

### Videojuegos
- Dragon Ball Z: Budokai como Puar
- Dragon Ball Z: Budokai 3 como Chichi y Puar
- Dragon Ball Z: Budokai Tenkaichi 2 como Chichi
- Dragon Ball Z: Budokai Tenkaichi 3 como Chichi y Puar
- Dragon Ball Z: Ultimate Battle 22 como Puar y Chichi
- Super Dragon Ball Z como Chichi
- Tales of Destiny como Chelsea Torn